# Nupseroberea rubra
Nupseroberea rubra là một loài bọ cánh cứng trong họ Cerambycidae.